# Alphonse Gilliot
Alphonse Gilliot (* 20. Juni 1849 in Erstein; † 12. Juli 1927 in Straßburg) war ein Elsässer katholischer Politiker (Zentrum).
Alphonse Gilliot war Ziegeleibesitzer. Als gewählter Bürgermeister von Rheinau wurde er 1887 von der Regierung suspendiert. 1895 wurde er im Kreis Erstein in den Landesausschuss des Reichslandes Elsaß-Lothringen gewählt. Bei den Wahlen zum Landtag des Reichslandes Elsaß-Lothringen wurde er 1911 für den Wahlkreis Erstein-Benfeld in die zweite Kammer des Landtags gewählt, dem er bis 1918 für das Zentrum angehörte.
1908 wurde er mit dem Roten Adlerorden ausgezeichnet.